# Tokugawa Hidetada
Tokugawa Hidetada est un nom japonais traditionnel ; le nom de famille (ou le nom d'école), Tokugawa, précède donc le prénom (ou le nom d'artiste) Hidetada.
Tokugawa Hidetada (徳川秀忠, Tokugawa Hidetada, 1579-1632) est le deuxième shogun du shogunat Tokugawa. Il régna entre 1605 et 1623, durant le début de l'ère Edo au Japon. Il est le troisième fils de Tokugawa Ieyasu, auquel il succède.

## Biographie
Son père Ieyasu, après sa prise de contrôle du Japon en 1600 des mains du clan rival Toyotomi et deux ans après avoir établi le shogunat à Edo en 1603, abandonna le titre de seii taishogun à Hidetada en 1605. En établissant un précédent de succession dynastique, de la même manière que les clans Minamoto et Ashikaga, Ieyasu proclama et justifia la suprématie de son shogunat. Malgré l'abandon de son titre, Ieyasu garda les rênes du pouvoir sous le nom d'ogosho (ou « shogun cloîtré ») jusqu'à sa mort en 1616.
Comme shogun, Hidetada prit part au siège d'Ōsaka à l'hiver 1614 puis encore une fois à l'été 1615 où il défit le dernier clan rival, celui des Toyotomi. Sa fille Sen, qui avait épousé Toyotomi Hideyori, fut épargnée. Plus tard, en 1615, le shogunat établit les lois régissant les samouraïs (les lois buke shohatto) et la cour impériale (les lois kuge shohatto).
Hidetada transmit son titre de shogun en 1623 à son fils, Tokugawa Iemitsu, cependant, il garda le pouvoir au titre d'ogosho, comme l'avait fait son père Ieyasu, jusqu'à sa mort en 1632.

## Enfants
En 1595, il épouse Oeyo, la troisième fille d'Azai Nagamasa, ils ont plusieurs enfants :
- Sen (1597-1666), épouse d'abord Toyotomi Hideyori en 1603, puis en 1616 Honda Tadatoki ;
- Tama (1599-1622), mariée à Maeda Toshitsune ;
- Katsu (1601-1672), mariée à son cousin, Matsudaira Tadanao ;
- Hatsu (1602-1630), adoptée par Hatsu, la belle-sœur de Hidetada et mariée à Kyōgoku Tadataka ;
- Tokugawa Iemitsu (1604-1651), successeur de Hidetada ;
- Tokugawa Tadanaga (1606-1633), second fils de Hidetada ;
- Tokugawa Masako (1607-1678), aussi appelée Kazu-ko, mariée à l’empereur Go-Mizunoo, mère de l’impératrice Meishō.

## Postérité
Tokugawa Hidetada apparaît dans le film Le Samouraï et le Shogun qui romance la lutte du pouvoir à la suite de son décès, dans le manga Samurai Deeper Kyo il est un des personnages principaux, surnommé « Tigre Rouge ». Il apparaît aussi dans le manga Gou - Himetachi no Sengoku, centré sur la vie de sa femme Oeyo.